# Бизаков, Нурлан Сейдинович
Нурлан Бизаков (каз. Бизақов, Нұрлан Сейдінұлы; родился 23 февраля 1964) — казахстанский бизнесмен. Он заработал своё состояние в сфере нефти и золота. Он является единственным владельцем Sumbe SAS, которое оперирует несколькими знаменитыми конными заводами в Англии и во Франции.

## Биография
Нурлан Бизаков родился в семье знаменитого казахстанского филолога Сейдина Бизакова и Кульдарихи Мустагуловой. Его отец обладает докторской степенью (DSc) и является автором более 15 научных работ.
Нурлан Бизаков окончил Казахский Политехнический Университет.
За свою жизнь Нурлан Бизаков занимал много высоких постов, в том числе:
- Член Совета директоров ОАО «Казкоммерцбанк»;
- Член Правления ОАО «ШНОС»;
- Заместитель Председателя Правления АО «Народный банк Казахстана»;
- Председатель Правления ТОО «Казфосфат»;
- Председатель Совета директоров АО «Сумбе»;
- Директор «Hesmonds Stud», Англия;
- Председатель Совета директоров SAS «Sumbe», Франция.

На данный момент основная деятельность Нурлана Бизакова — спортивное коневодство.

## Коневодство
В 2010 году Нурлан Бизаков приобрел конный завод Hesmonds Stud Limited в графстве Суссекс, Соединённое Королевство, с чего и началась его успешная карьера в мире скачек.
В 2019 году Нурлан Бизаков выкупил Haras de Montfort & Préaux в Нормандии, Франция, где был выращен скакун Le Havre — знамениттый чемпион и отец более 50 победителей в скачках.
В 2019 году Нурлан Бизаков купил ещё один конный завод в департаменте Орн, Нормандия — Haras du Mezeray, вырастивший двух победителей Prix de l’Arc de Triomphe — Trempolino и Subotica, а также многих других победителей скачек первой группы. Вместе эти три конных завода известны как Sumbe.
Бельбек, выведенный и выращенный Sumbe, взял первое место в престижном Prix Jean-Luc Lagardere в 2022 году.
В августе 2023 года Sumbe спонсировало исторические скачки Prix Morny в Довиле.
В 2024 году под знаменем Sumbe представлено 5 производителей — Mishriff, Belbek, Angel Bleu, Golden Horde и De Treville.